# Erweiterte Synthese (Evolutionstheorie)
Erweiterte Synthese der Evolutionstheorie (Extended Evolutionary Synthesis, EES) ist ein Konzept, das Mitglieder einer Gruppe von ursprünglich 16 (Altenberg-16), und danach von weiteren, Biologen und Biologie-Philosophen seit 2008 versuchen auch unter dem Titel Evolutionäre Entwicklungsbiologie (Evo-Devo) zu etablieren. Das Konzept bringt die Meinung zum Ausdruck, dass die bisherige Evolutionstheorie (genannt Synthetische Evolutionstheorie) aus verschiedenen Gründen erweitert werden müsse. Die Ideen stehen in der Folge von Kritik, die bereits zuvor an der synthetische Evolutionstheorie geäußert worden war, und führten zu der Vorstellung, dass diese Synthese einer Ausweitung bedürfe. Unterschiedliche Inhalte der erweiterten Synthese finden sich inzwischen unter diesem Begriff in Standardlehrbüchern und Handbüchern.
Die Gegner der Initiative kritisierten, dass der Begriff überflüssig sei, da die herkömmliche Theorie bislang alle neuen Entdeckungen übernommen und integriert habe. Im Oktober 2014 gab die Fachzeitschrift Nature beiden Seiten die Gelegenheit, jeweils eine ausführliche Stellungnahme zu veröffentlichen.

## Frühe Geschichte
In den 1950er Jahren forderte der britische Biologe C. H. Waddington eine Erweiterung der Synthese, basierend auf seinen Arbeiten zur Epigenetik und zur Genetischen Assimilation. Eine erweiterte Synthese wurde ebenfalls von dem österreichischen Zoologen Rupert Riedl vorgeschlagen, basierend auf Studien zur Evolvierbarkeit. 1978 schrieb der Zoologe Michael J. D. White über eine Erweiterung der Modernen Synthese auf der Grundlage seiner Forschungsergebnisse zur Artbildung.
In den 1980er Jahren argumentierten die amerikanischen Paläontologen Stephen Jay Gould und Niles Eldredge für eine erweiterte Synthese. Diese Forderung wurde mit der Idee des Punktualismus begründet, einer Erklärung von diskontinuierlichen Änderungsraten und Sprüngen in Fossilreihen, sowie auf der Beobachtung, dass bei der Selektion der Arten große evolutionäre Änderungen stattfinden. Letztlich wirke die natürliche Selektion auf verschiedenen Ebenen, von Genen bis zum Organismus in der gesamten Art.
Der Ethologe und Evolutionsbiologe John Endler plädierte 1988 ebenfalls für eine „Neuere Synthese“, in dem er auf Evolutionsprozesse aufmerksam machte, die unberücksichtigt waren.
Ab den 1990er Jahren wurde im Zuge von Forschungsergebnissen der neuen Disziplin der Evolutionären Entwicklungsbiologie Stimmen lauter, die die Aufnahme der Embryonalentwicklung mit deren Veränderungsprozessen und -mechanismen als Kernbestandteil der Evolutionstheorie forderten. Das umfangreichste Werk hierzu stammt von der Amerikanerin Mary Jane West-Eberhard. Sie liefert 2003 in einem Werk mit 800 Seiten, an dem ca. 100 Biologen mitwirken und das zahlreiche empirische Studien enthält, eine umfassende Kritik an der Standardtheorie und fordert ein neues Rahmenkonzept für eine vereinte Evolutionstheorie, das Entwicklung, Umwelt und Plastizität als ursächliche Faktoren der Evolution aufgreift.

## Kernaussagen ab 2010
Aus Sicht der Vertreter der Erweiterten Synthese fokussiert die Standardtheorie ausschließlich auf genetische Vererbung und auf Prozesse, welche die Häufigkeit von Allelen beeinflussen. Die natürliche Selektion ist danach „die einzige Erklärung für Adaptation“. Die Vertreter der Erweiterten Synthese behaupten, dass die synthetische Evolutionstheorie für die Erklärung der Evolution wichtige Themen nicht zulässt oder nicht behandelt. Sie betonen, dass ihre Theorie sich nicht darauf beschränkt, eventuell bereits bekanntes Wissen anders zu gewichten, sondern dass die Evolutionstheorie in ihrer Grundstruktur, in ihren Rahmenbedingungen bzw. Grundannahmen sowie in ihren Voraussagemöglichkeiten aktualisiert werden muss. Die Evolutionstheorie wird in ihrer Kausalität neu begründet. In einem Handbuch zur Evolution findet das Gedankengut der Erweiterten Synthese Eingang, wo es heißt, dass unter anderem durch die evolutionäre Entwicklungsbiologie „der ursprüngliche Ansatz des Neodarwinismus stark verändert und zu einer größeren theoretischen und methodischen Vielfalt in der Evolutionsbiologie geführt [hat]. Die Evolutionstheorie ist hierdurch weniger adaptionistisch und auch mehr organismusorientiert (und in diesem Sinne weniger genzentristisch) geworden.“ Die wesentlichen neuen Aussagen der Erweiterten Synthese beziehen sich auf folgende Forschungsbereiche und Themen:

### Evolutionäre Entwicklung
Die embryonale Entwicklung wird aus der neuen Sicht von der bisherigen synthetischen Evolutionstheorie als „Black Box“ behandelt. Die Entstehung phänotypischer Variation wird nicht erklärt und als gegeben angenommen. Die synthetische Evolutionstheorie enthält keine Theorie der Entstehung von Variation. Sie beruft sich auf das Vorhandensein zufälliger Mutation bei der Vererbung und ihre populationsgenetische Frequenz. Die Evolutionstheorie braucht jedoch nach Kirschner/Gerhart und anderen Evolutionstheoretikern drei gleichberechtigte Säulen:
1. Eine Theorie der natürlichen Selektion
2. Eine Theorie der Vererbung[28]
3. Eine Theorie der phänotypischen Variation.[28]

Die Erweiterte Synthese liefert mit der Erklärung der Entstehung von Variation in der Entwicklung den fehlenden Baustein.
Amundson schreibt hierzu: „Für Embryologen war die Synthese weit entfernt davon, komplett zu sein. Sie hatte zwei verwandte Lücken: den Fehler, sich nicht mit der Entwicklung zu befassen, und die Unfähigkeit, die Merkmale, welche Arten und höhere Taxa charakterisieren, genetisch zu studieren.“ Die Erweiterte Synthese sieht darüber hinaus die epigenetischen Ebenen (Zellen, Zellverbände, Umwelt) und betrachte die Entwicklung als „komplexes epigenetisches System“.
Wissenschaftler, die schon früh auf die Bedeutung der Entwicklung aufmerksam gemacht hätten, wie etwa Conrad Hal Waddington, wurde von der synthetischen Evolutionstheorie nicht integriert. Die Forschungsdisziplin EvoDevo wird nun zu einem wichtigen Bestandteil der Erweiterten Synthese. Sie liefert kausal-mechanistische Erklärungen, während die im Schwerpunkt auf der Populationsgenetik ausgerichtete synthetische Evolutionstheorie eher mathematisch-statistisch deskriptive Erkenntnis liefert. Die theoretische Struktur der Evolutionstheorie ändert sich demnach mit dem kausal-mechanistischen Erklärungsansatz von EvoDevo und der Loslösung vom Übergewicht der Populationsgenetik.
Die evolutionäre Entwicklungsbiologie kritisiert, dass der Neodarwinismus keine „theory of the generative“ besitzt, das heißt keine Theorie darüber, wie geordnete organismische Struktur evolutionär entstehen kann (Bsp. Finger, Haar, Blutgefäß u. ä.). Als Konsequenz daraus kann die herrschende Evolutionstheorie nur vorhersagen, was erhalten bleibt, aber nicht was evolutionär erscheinen wird. An anderer Stelle heißt es dazu, die Selektion habe keine innovative Kapazität; entweder sie eliminiert oder sie erhält das was existiert. Die generativen und ordnenden Aspekte der morphologischen Evolution liegen somit außerhalb der Evolutionstheorie.

### Gerichtete Entwicklung
Gerichtete Entwicklung (englisch biased development) besagt, dass in der Folge genetischer oder umweltbedingter Variation bestimmte Phänotypen wahrscheinlicher sind als andere. Gerichtete Entwicklung wird als wichtiger evolutionärer Prozess gesehen, der Evolution erleichtert und in Richtung bestimmter Phänotypen lenkt. Bestimmte Entwicklungspfade erzeugen derartige parallele Evolution, die in der Standardtheorie als konvergente Evolution bekannt sind und der natürlichen Selektion zugeschrieben wurden. Diese gerichteten Phänotypen können jetzt aber nicht mehr mit passiven Constraints, sondern mit aktiven, entwicklungsimmanenten Vorgängen erklärt werden.
Ein Beispiel für gerichtete Entwicklung ist Polydaktylie. Hier folgen die Häufigkeiten zusätzlicher Finger- und Zehenzahlen des Mutanten einer statistischen Verteilung mit einem Maximum. Auch die Kopfform mit ausgebeulter Stirn bei bestimmten Cichliden ist eine Gerichtetheit und deswegen bemerkenswert, weil diese Form in unterschiedlichen afrikanischen Seen vorkommt, in denen die Arten entfernter verwandt sind als die Arten innerhalb eines Sees. Ferner weisen die mehr als 100 verschiedenen Arten von Tausendfüßer eine stets ungerade Zahl von Beinpaaren auf, was ebenfalls auch auf Entwicklungsmechanismen beruht. Gerichtete Entwicklung ist in der Erweiterten Synthese eine Hauptquelle für Evolvierbarkeit und für die Erklärung ihrer Mechanismen, Verbreitung und Richtung.

### Entwicklungsplastizität
Entwicklungsplastizität oder phänotypische Plastizität ist nach der Erweiterten Synthese auf allen Ebenen biologischer Organisation vorherrschend. Plastizität wird als Ursache und nicht als Konsequenz phänotypischer Evolution gesehen. Die Autoren, unter ihnen Mary Jane West-Eberhard, nennen zahlreiche Beispiele, in denen Plastizität die Kolonisierung neuer Umgebungen ermöglicht, die Verbindung von Populationen mitbestimmt oder zur zeitlichen und räumlichen Variation in der Selektion beiträgt. Obwohl Entwicklungsplastizität nahe mit EvoDevo zusammenhängt, wird sie von den Autoren aufgrund ihrer kausalen Eigenschaft für die Evolution als eigenes Thema gesehen.

### Inklusive Vererbung
Die traditionelle Theorie beschränkt sich auf genetische Vererbung. Die Erweiterte Synthese sieht sowohl genetische als auch nicht-genetische Vererbung, was sie als inklusive Vererbung bezeichnet. Danach enthält Vererbung sämtliche kausalen Mechanismen, durch die Nachkommen ihren Eltern ähneln. Phänotpypen werden nicht vererbt, sondern in der Entwicklung durch EvoDevo-Mechanismen rekonstruiert. Nicht-genetische Vererbungsmechanismen ermöglichen das Entstehen und die Ausbreitung von umweltinduzierten Variationen und Innovationen in der Evolution.

### Umwelt als Evolutionsursache
Nach Pigliucci wurde auch die Ökologie von der synthetischen Evolutionstheorie ignoriert. Die synthetische Evolutionstheorie beruft sich auf die Weismann-Barriere, nach der es nicht möglich ist, dass Keimzellen und damit DNA durch Umwelteinflüsse vererbbar verändert werden können. Die moderne Evolutionsforschung kennt jedoch mittlerweile eine große Zahl empirischer Untersuchungen, wonach die Umwelt das vererbbare Entstehen von Variation und damit die Evolution ursächlich beeinflusst und nicht erst in Form der Selektion und Adaption auftritt. Hierzu zählen die Versuche von Conrad Hal Waddington an den Flügelfliegeln. Diese experimentell und theoretisch bestätigten Forschungsergebnisse wurden an Darwinfinken, der Zähmung von Silberfüchsen durch Belyaev und anderen Beispielen weiter untermauert.

### Komplexe Genotyp-Phänotyp-Beziehung
Die synthetische Evolutionstheorie geht aus Sicht der Erweiterten Synthese davon aus, dass es eine simple, deterministische Beziehung zwischen Genen und phänotypischen Merkmalen gibt. Die neuere Forschung zeigt hingegen, dass aufgrund von Umwelteinflüssen während der Entwicklung (Phänotypische Plastizität) als auch wegen der emergenten Fähigkeiten der Entwicklung als komplexes System nicht mehr von einer deterministischen Beziehung gesprochen werden kann. So formulierte West-Eberhard: Vom individuellen Genom kann man niemals behaupten, dass es die Entwicklung kontrolliert. Entwicklung hängt in jedem Schritt von der vorher existierenden Struktur des Phänotyps ab, einer Struktur, die komplex determiniert ist durch eine lange Historie von Einflüssen sowohl des Genoms als auch der Umwelt.

### Interne Faktoren der Evolution
Aus der Sicht der Erweiterten Synthese erkläre die synthetische Evolutionstheorie die Evolution primär durch das Wirken der natürlichen Selektion und damit biologisch extern. Die Erweiterte Synthese dagegen erkläre die Entstehung phänotypischer Variation ursächlich durch die Entwicklung und damit biologisch intern. Somit stelle die Erweiterte Synthese die Frage nach dem „arrival of the fittest“, während die Synthese sich auf das „survival of the fittest“ beschränke.

### Spontane phänotypische Variation
Für die synthetische Evolutionstheorie vollzieht sich evolutionärer Wandel ausschließlich in gradualistischen, kleinsten Schritten, die sich im Verlauf vieler Generationen zu phänotypisch größeren Variationen kumulieren können. In Julian Huxleys Werk The Modern Synthesis heißt es dazu: „Jeder scharfe Einzelschritt [der Evolution] wird sofort gepuffert. […] Endgültige Änderung muss auf weitere Mutation warten. […] In jedem Fall ist das, was mutiert, der Genkomplex, und er kann das bewirken in einer Serie kleiner irregulärer Schritte, so fein abgestuft, als würden sie einen kontinuierlichen Anstieg darstellen.“ Eine solche Sicht gibt der natürlichen Selektion „die Regie“ über das, was adaptiv entsteht. Die Evolutionäre Entwicklungsbiologie und Erweiterte Synthese gehen dagegen auch von spontaner, makroevolutionärer, phänotypischer Variation während der Entwicklung aus. Sie wird initiiert (aber nicht gesteuert) durch genetische Mutation, in den meisten Fällen laut West-Eberhard jedoch durch wechselnde Umwelteinflüsse. Die Umwelteinflüsse halten Variationen in einer Population aufrecht, und erst im späteren Verlauf kommt es zu genetischer Assimilation. Die Erweiterte Synthese übernimmt dieses Konzept der phänotypischen Variation von der Theorie der Erleichterten Variation und allgemein von EvoDevo.

### Nischenkonstruktion
Die Theorie der Nischenkonstruktion des Briten John Odling-Smee, als essenzieller Pfeiler der Erweiterten Synthese, erklärt, wie Lebewesen sich ihre eigene Umgebung schafften und diese Umgebung wiederum die Evolution ebendieser Lebewesen ursächlich beeinflusst. Dies gilt nach der Theorie für die Ausbreitung von Algen auf der Erde und die damit verbundene Sauerstoffproduktion in der Atmosphäre. Zahlreiche weitere Beispiel zählen zu Nischenkonstruktion, darunter Biber und Termiten bis hin zum Menschen, der Kultur schafft, in deren Umfeld sich seine eigene Evolution vollführt. Nischenkonstruktion wird neben der natürlicher Selektion als ein eigener Evolutionsfaktor gesehen.

## Teiltheorien
- Evolutionäre Entwicklungsbiologie und dort hauptsächlich Theorie der erleichterten Variation, (Marc Kirschner/John Gerhart)
- Innovation (Evolution) (Gerd B. Müller)
- Genetische und epigenetische Vererbung (Eva Jablonka/Marion Lamb)
- Multilevel-Selektionstheorie (David Sloan Wilson)
- Theorie der Nischenkonstruktion (John Odling Smee)
- Theorie der Dynamic Patterning Modules (Stuart A. Newman)

## „Dritter Weg“ zwischen „Neo-Darwinismus“ und „Kreationismus“
Vier Mitglieder der ursprünglichen Erweiterten Synthese von 2008 (Altenberg-16), nämlich Eva Jablonka, Gerd B. Müller, Stuart A. Newman und John Odling-Smee, sind auch Mitglieder einer weiteren Initiative mit vergleichbaren Zielen: „The Third Way“'. Sie wurde im Mai 2014 gegründet und besteht aus mehr als 50 Mitgliedern (2017), überwiegend Professoren aus verschiedenen biologischen Disziplinen. Sie versteht sich nach eigener Aussage als Dritter Weg neben Neo-Darwinismus und Kreationismus. Kreationismus als Erklärung für Evolution wird als unwissenschaftlich abgelehnt. Den „Neo-Darwinismus“, die bisherige Standardtheorie, lehnen sie ab, da dieser die natürliche Selektion als den einzigen bestimmenden Faktor in der Evolution betrachte („Neo-Darwinists have elevated Natural Selection into a unique creative force“).
Die Initiatoren des Internet-Portals The Third Way sind Raju Pookottil, Denis Noble und James A. Shapiro. Pookottil ist Ingenieur und Autor des Buchs Biological Emergence-Based Evolutionary Mechanism: How Species Direct Their Own Evolution, das eine Wiedergeburt der Evolutionstheorie des Lamarckismus propagiert. Noble ist emeritierter Oxford-Professor und einer der Pioniere in Systembiologie. Aus seiner Sicht sind alle zentralen Annahmen der Synthetischen Evolutionstheorie derart widerlegt, dass sie eine neue Synthese herausfordern. Shapiro ist Mikrobiologe an der Universität Chicago. Auf ihn geht das Natural Genetic Engineering zurück, die Idee, dass das Genom Prozesse und Mechanismen für den eigenen evolutionären Umbau besitzt. Zufallsmutationen allein erklärten danach nicht hinreichend die genetischen Vorgänge im evolutionären Gesamtprozess.

## Kritik
In einer gemeinsamen Stellungnahme in der Fachzeitschrift Nature (2014) äußerten sieben Biologen Kritik an der Begriffs-Initiative. Sie fassten das Anliegen der Initiative zusammen und kritisierten die Verwendung des Begriffs „Erweiterte Synthese“ als überflüssig. Sie begrüßten die Ideen der Befürworter als einen Teil dessen, wozu die Evolutionstheorie vielleicht in Zukunft werden könne. Sie stimmten der von der Initiative vertretenen Meinung zu, dass die folgenden vier Phänomene für die Evolutionsbiologie bedeutend seien: phänotypische Plastizität, Nischenkonstruktion, inklusive Vererbung und developmental bias, und sie würden eigene Forschung auf diesen Gebieten betreiben. Ihrer Meinung nach sei es aber nicht erforderlich, für die genannten Prozesse die neue Bezeichnung „Erweiterte Synthese in der Evolutionstheorie“ einzuführen.
Zu den vier von der Initiative genannten Themenbereichen äußern sich die Kritiker wie folgt:
Die Rolle der phänotypischen Plastizität im evolutionären Wandel sei so gut dokumentiert, dass sie nicht noch einmal besonders hervorgehoben werden muss. „Weniger klar ist die Frage, ob die Plastizität die genetische Variation im Rahmen des Adaptationsprozesses steuern kann. Vor über 50 Jahren beschrieb der Entwicklungsbiologe Conrad Waddington einen Prozess, den er genetische Assimilation nannte. Dabei können neue Mutationen eine plastische Eigenschaft in eine andere umwandeln, die sich im Folgenden auch ohne die spezifische Ursache ausbildet. Außerhalb vom Labor gibt es dafür nur wenige Beispiele. Ob dies nun daran liegt, dass dieses Phänomen bisher nicht ernsthaft beachtet wurde, oder ob es sich um eine echte Rarität in der Natur handelt, können wir nur durch weitere Untersuchungen herausfinden.“
Die neue Bezeichnung Nischenkonstruktion ändere nichts an der Tatsache, dass Evolutionsbiologen bereits seit mehr als einem Jahrhundert Feedback-Mechanismen zwischen Organismen und ihrer Umwelt erforschten.
Es gebe bislang keine stichhaltigen Beweise für eine tragende Rolle vererbter, epigenetischer Modifikationen (ein Teil der sogenannten inklusiven Vererbung) auf die Adaptation. „Kein einziges neues Merkmal ist bekannt, das nur auf epigenetischen Mechanismen und nicht auch auf seiner Gensequenz beruht. Beide Aspekte sollten genauer untersucht werden.“
Aufgrund fehlender Daten sei es gegenwärtig nicht möglich, die Rolle „gerichteter Entwicklung“ (Developmental Bias) in der Evolution zu beurteilen. „Letztendlich geht es aber weder um den Umfang der Merkmalsvariation noch um den genauen Auslösemechanismus. Ausschlaggebend sind lediglich die vererbbaren Unterschiede der Merkmale, insbesondere jene mit selektivem Vorteil.“
Die Kritiker der Begriffsinitiative kommen abschließend zu der Einschätzung, dass darüber diskutiert werden könne, ob diese Phänomene bereits ausreichend berücksichtigt seien. Sie plädieren alternativ dafür, dass die theoretischen Grundlagen festgelegt und verstärkt empirische Studien unternommen werden sollten, um die tatsächliche Bedeutung dieser Phänomene herauszufinden.

## Behauptung einereigenen Theoriedurch die Befürworter
Die Befürworter der erweiterten Synthese erklärten 2015, dass die erweiterte Theorie nicht andersartige Gewichtungen von bereits Bekanntem darstellt, wie das von den Kritikern interpretiert werde, sondern eine eigene Theorie mit anderen Rahmenbedingungen bzw. Grundannahmen, neuer Interpretation von Forschungsergebnissen und neuartigen Voraussagemöglichkeiten. Laland stellte an anderer Stelle klar, dass es der Erweiterten Synthese um neue Kausalität in der Evolution gehe. Weitere Autoren fordern außerdem die Einbeziehung der Epigenetik in die Evolutionstheorie, namentlich in die Erweiterte Synthese.

### Grundlagen
- Eva Jablonka, Marion J. Lamb: Evolution in vier Dimensionen – Wie Genetik, Epigenetik, Verhalten und Symbole die Geschichte des Lebens prägen, Hirzel, Stuttgart 2017 (orig. Evolution in Four Dimensions – Genetic, Epigenetic, Behavioral, and Symbolic Variation in the History of Life, 2nd ed., MIT Press, Cambridge/Mass. 2014).
- Marc W. Kirschner, John C. Gerhart: Facilitated Variation. In: Massimo Pigliucci. Gerd B. Müller (Hrsg.): Evolution - The Extended Synthesis. MIT Press, 2010.
- Marc W. Kirschner, John C. Gerhart: Die Lösung von Darwins Dilemma – Wie Evolution komplexes Leben schafft. Rowohlt, Reinbek 2007, ISBN 978-3-499-62237-3. (Orig.: The Plausibility of Life, 2005)
- M. D. Laubichler, J. Renn: Extended evolution: A conceptual framework for integrating regulatory networks and niche construction. In: J. Exp. Zool. (Mol. Dev. Evol.). Band 324B, 2015, S. 565–577. (PDF)
- Alan C. Love: Rethinking the Structure of Evolutionary Theory for an Extended Synthesis. In: Massimo Pigliucci, Gerd B. Müller (Hrsg.): Evolution - The Extended Synthesis. MIT Press, 2010.
- Gerd B. Müller: Epigenetic Innovation. In: Massimo Pigliucci, Gerd B. Müller (Hrsg.): Evolution - The Extended Synthesis. MIT Press, 2010.
- Gerd B. Müller: Extending the Evolutionary Synthesis. 2009.
- John Odling-Smee: Niche inheritance. In: Massimo Pigliucci, Gerd B. Müller (Hrsg.): Evolution - The Extended Synthesis. MIT Press, 2010.
- Massimo Pigliucci, Gerd B. Müller (Hrsg.): Evolution - The Extended Synthesis. MIT Press, 2010, ISBN 978-0-262-51367-8. (mit Artikeln aller Teilnehmer der Altenberg16-Gruppe)
- Massimo Pigliucci, Gerd B. Müller: Elements of an Extended Evolutionary Synthesis. In: Massimo Pigliucci, Gerd B. Müller (Hrsg.): Evolution - The Extended Synthesis. MIT Press, 2010.
- Mary Jane West-Eberhard: Development Plastizity and Evolution. Oxford University Press, 2003, ISBN 0-19-512234-8.
- David Sloan Wilson: Multilevel Selection and Major Transitions. In: Massimo Pigliucci, Gerd B. Müller (Hrsg.): Evolution - The Extended Synthesis. MIT Press, 2010.
- David Sloan Wilson: Evolution for Everyone: How Darwin´s Theory Can Change the Way We Think About Our Lives. Delacorte Press, New York 2007.

### Vertiefung
- Ron Amundson: The Changing Role of the Embryo in Evolutionary Thought The Routs of EvoDevo. Cambridge University Press, 2005, ISBN 0-521-80699-2.
- Martin Battran: Jean-Baptiste de Lamarck (1744-1829) und 150 Jahre „Lamarckismus“. Zur Geschichte entwicklungsphysiologisch orientierten Evolutionsdenkens. 2 Bände. Steiner Verlag, Stuttgart 2023.
- Werner Callebaut: The Dialectics of Dis/Unity in the Evolutionary Synthesis and its Extensions. In: Massimo Pigliucci, Gerd B. Müller (Hrsg.): Evolution - The Extended Synthesis. MIT Press, 2010.
- John Dupré: Darwins Vermächtnis. (= Suhrkamp Taschenbuch Wissenschaft. 1904). Frankfurt 2009, ISBN 978-3-518-29504-5.
- Douglas J. Futuyma: Can Modern Evolutionary Theory Explain Macroevolution? In: Emanuele Serrelli, Nathalie Gontier (Hrsg.): Macroevolution. Explanation. Interpretation and Evidence. Springer, 2015, ISBN 978-3-319-15045-1 (springer.com)
- Scott F. Gilbert, David Epel: Ecological Development Biology. Integrating Epigenetics, Medicine and Evolution. Sinauer Ass, 2009, ISBN 978-0-87893-299-3.
- Ronald A. Jenner: EvoDevo’s Identity – From Modell Organisms to Developmental Types. In: A. Minelli, G. Fusco (Hrsg.): Evolving Pathways – Key Themes in Evolutionary Developmental Biology. Cambridge University Press, 2008.
- A. Minelli, G. Fusco (Hrsg.): Evolving Pathways – Key Themes in Evolutionary Developmental Biology. Cambridge University Press, 2008, ISBN 978-0-521-87500-4.
- Stuart A. Newmann, Gabor Forgacs, Gerd Müller: Before programs: The physical origination of multicellular forms. 2006.
- Frederic Nihjout: Researchers evolve a komplex genetic trait in the labratory. In: ScienceDaily. 13. Februar 2006.
- Yuichiro Suzuki, H. Federic Nihjout: Genetic basis of adaptive evolution of a polyphenism by genetic accommodation. In: Journal of Evolutionary Biology. Band 21, Nr. 1, 2008, S. 57–66. doi:10.1111/j.1420-9101.2007.01464.x
- Massimo Pigliucci: The Proper Role of Population Genetics in Modern Evolutionary Theory. In: Biological Theory. Band 3, Nr. 4, 2008, S. 316–324.
- Massimo Pigliucci: Evolutionary Theory. The View from Altenberg. 2008.
- J. Richerson, R. Boyd: Not by Genes alone. How Culture transformed Human Evolution. University of Chicago Press, 2006, ISBN 0-226-71212-5.